# Ivica Kulešević
Ivica Kulešević (Osijek, 31. listopada 1969.) bivši je hrvatski nogometaš, danas nogometni trener.  
Uspješno je vodio juniorsku momčad NK Osijeka, zbog čega je 2012. i 2013. proglašen najboljim trenerom juniora u Hrvatskoj. Pod njegovim vodstvom juniori NK Osijeka 2012. su osvojili 2. mjesto u hrvatskom juniorskom prvenstvu, a 2013. postali su prvacima i igrali završnicu Hrvatskog nogometnog kupa za juniore.
21. listopada 2013. postao je trenerom seniorske momčadi NK Osijeka, nakon što je zbog loših rezultata smijenjen Davor Rupnik, koji je samo dva mjeseca prije postao trenerom momčadi.
26. veljače 2014. uprava NK Osijeka smjenjuje Kuleševića s mjesta trenera seniorske momčadi.